# Reichsstraße 397
Die Reichsstraße 397 (R 397) war bis 1945 eine Reichsstraße des Deutschen Reichs, die vollständig in dem 1940 besetzten und anschließend unter Zivilverwaltung des Deutschen Reichs gestellten Großherzogtum Luxemburg verlief. Die Straße begann in der Stadt Luxemburg, wo sie von der damaligen Reichsstraße 57 abzweigte, und verlief in westnordwestlicher Richtung auf der Trasse der heutigen nach Arlon in Belgien führenden Nationalstraße 6, wo sie bei Steinfort endete. Im Wesentlichen parallel zu der Strecke wird heute auch die luxemburgische Autobahn A 6 (Areler Autobahn) geführt.
Die Gesamtlänge der früheren Reichsstraße betrug bis zur belgischen Grenze rund 19 Kilometer.